# 馬駧
馬駉（1423年—？），字克毅，廣東廣州府新會縣人，明朝政治人物。進士出身。

## 生平
廣東鄉試第三十三名。成化二年（1466年）丙戌科會試第二百九十八名，殿試登進士第三甲第一百八十二名。

## 家族
曾祖馬宜孫。祖父馬子晚。父亲馬良。